# Колибе (Пела)
Колибе (грч. Καλύβια, Каливија) је насељено место у општини Вртикоп у периферији Средишња Македонија, Грчка. Према попису из 2021. године било је 913 становника.
Према бугарском географу и историчару, Василу Канчову, у Колибама је 1900. године живело 40 Черкеза и 30 Словена хришћана. Село је 1920. године имало 207 житеља Словена, док су се Черкези раније иселили. Године 1924. године насељен је већи број грчких избегличких породица, укупно 166 особа. На попису из 1991. године Колибе су имале 1.344 становника, од чега су Словени били већина.